# Luz María Villarreal de Puga
Luz María Villarreal Millán de Puga (*  8. März 1913 in Mexiko-Stadt; † 11. November 2013 in Guadalajara), auch unter dem Namen Maestra Puga bekannt, war eine mexikanische Botanikerin und Pädagogin.

## Leben
Villarreal de Puga war die Tochter von Herminia Millán und Enrique Villarreal Segura, der als Buchhalter bei der Bergbaugesellschaft Real del Monte arbeitete. Als sie fünf Jahre alt war, starb ihr Vater und ihre Mutter kümmerte sich um den Unterhalt und die Kindererziehung.
Villarreal de Puga studierte am Colegio de las Vizcaínas in Mexiko-Stadt, wo sie 1928 ihr Lehramtsstudium abschloss. Da es in dem von ihr gewählten Bereich kaum Arbeit gab, wurde sie Sekretärin, zunächst für einen lokalen politischen Kandidaten und später für die Druckerei Central de Publicaciones, was ihr die Gelegenheit gab, Francisco Monterde kennenzulernen, der von 1960 bis 1972 Präsident der Academia Mexicana de la Lengua war.
Mehrere Jahre lang arbeitete sie als Sekretärin, gab ihren Beruf jedoch 1942 vorübergehend auf und heiratete Felipe González Ordorica, von dem sie sich einige Jahre später trennte. Aus dieser Verbindung ging 1954 ihre Tochter Luz María González-Villarreal hervor, die selbst Botanikerin wurde.
Ihr Interesse an der Botanik wurde durch den Unterricht und die Ermutigung von Irene Baeza geweckt, die ihre Mentorin am Colegio de las Vizcaínas war und mit der sie eine enge Freundschaft verband. Dieses Interesse konnte sie jedoch erst voll entfalten, nachdem sie 1959 den Ingenieur Luis Puga Robles Gil heiratete und 1960 mit ihm nach Guadalajara zog.
Anfang der sechziger Jahre absolvierte sie einen Biologielehrgang an der Escuela Normal Superior "Nueva Galicia" in Guadalajara und wurde bald darauf Dozentin an der Vorbereitungsschule der Universidad de Guadalajara, wo sie Zoologie und Botanik zu unterrichtete. Diese Tätigkeit übte sie von 1965 bis 1972 aus. Anschließend wechselte sie an die Fakultät für Landwirtschaft, wo sie allgemeine und systematische Botanik unterrichtete und gleichzeitig biologische Wissenschaften an der Oberschule lehrte. 1984 zog sie sich aus dem Schuldienst zurück.
Villarreal de Puga war maßgeblich an der Entwicklung des Botanischen Instituts der Universidad de Guadalajara beteiligt. Sie trat 1960 als freiwillige Mitarbeiterin in das Institut für Botanik ein, zwischen 1965 und 1980 war sie Sekretärin und 1980 wurde sie zur Direktorin des Instituts ernannt, ein Amt, das sie bis 1992 innehatte, als sie zur Ehrendirektorin auf Lebenszeit ernannt wurde.
Während ihrer Amtszeit am Institut für Botanik förderte sie floristische und vegetationskundliche Studien im Bundesstaat Jalisco, kümmerte sich um die Ausbildung von Personal und festigte das Institut als Forschungseinrichtung, die an der Kenntnis und Erhaltung der natürlichen Ressourcen des Bundesstaates interessiert ist.
Villarreal de Puga begann 1960 mit dem Sammeln botanischer Exemplare. Sie gründete das Herbarium des Instituts für Botanik der Universidad de Guadalajara, das aufgrund seiner vielfältigen Flora eine wertvolle Ressource für in- und ausländische Forscher darstellt. Ihre Sammlungen stammen aus alle Bundesstaaten Mexikos und aus dem Ausland. Sie unternahm Exkursionen nach Europa (1971), Panama, Chile und Kolumbien (1972), Ecuador und die Galapagosinseln (1979) sowie drei separate Reisen nach Kuba. Sie assistierte beim Ersten Mexikanischen Botanischen Kongress, wo sie die Bekanntschaft mit vielen einflussreichen Botanikern machte. Später führte sie Exkursionen durch, die von der Botanischen Gesellschaft des Bundesstaates Jalisco organisiert wurden.
Ihre Sammlung umfasst mehr als 17.000 Exemplare, die meisten davon Hülsenfrüchtler, Korbblütler, Süßgräser oder Arten aus Küstengebieten. 1967 gelang ihr der Erstnachweis von Ledenbergia macrantha aus der Familie der Kermesbeerengewächse (Phytolaccaceae) in Mexiko. Sie veröffentlichte Arbeiten zu Heilpflanzen, Parasiten von Gräsern und Korbblütlern, die Geschichte der mexikanischen Herbarien und einige regionale Floren. Zu ihren Schriften zählen die Fachartikel La vegetación en la Zona del Silencio en Durango (1965), La vegetación de las islas Socorro y San Benedicto del archipiélago Revillagigedo (1965), La vegetación de la isla de Pascua, Chile (1972) und Las ericáceas de Jalisco, México (1990).
In den letzten Jahrzehnten des 20. Jahrhunderts engagierte sich Villarreal de Puga bei der Erhaltung der natürlichen Ressourcen des Bundesstaates Jalisco. Sie war neben Hugh Iltis die Hauptinitiatorin bei der Schaffung des Biosphärenreservats Sierra de Manantlán, das 1987 ausgewiesen wurde.
Zu Beginn des 21. Jahrhunderts setzte sie sich gemeinsam mit ihrer Tochter für den Schutz von San Sebastián del Oeste ein, das für seine botanische Vielfalt bekannt ist.
1973 trat sie der Mexikanischen Gesellschaft für Geographie und Statistik von Jalisco bei und wurde das erste weibliche Mitglied der Gesellschaft. 1981 wurde sie Mitglied der International Association for Plant Taxonomy mit Sitz in Utrecht, Holland und der US-amerikanischen Sektion des World Wildlife Fund. Zudem gehörte sie der politischen Organisation Grupo Democrático Xalisco an.
Villarreal de Pugas Interesse an der Entwicklung und Verbreitung der biologischen Wissenschaften sowie ihr Eifer für die Erhaltung der natürlichen Ressourcen und die Achtung der Rechte der Frauen spiegeln sich in ihrer Mitgliedschaft in zwölf wissenschaftlichen Gesellschaften und Nichtregierungsorganisationen wider, darunter die Sociedad de Ciencias Naturales del Estado de Jalisco, wo sie 1961 Gründungsmitglied war, die Sociedad Botánica del Estado de Jalisco, die Sociedad Orquidófila de Guadalajara, die Sociedad Botánica de México, die Sociedad de Cactáceas y Suculentas de México, der Sociedad Mexicana de Entomología und der Sociedad Mexicana de Micología. Zwischen 1969 und 1971 war sie lokale Präsidentin der Christlichen Frauenvereinigung von Guadalajara und nationale Präsidentin der Young Women’s Christian Association (YWCA). In den 1970er Jahren vertrat sie den YWCA in Ghana, Afrika und in einigen südamerikanischen Ländern.
Villarreal de Puga vollendete im März 2013 ihr 100. Lebensjahr und starb im November desselben Jahres.

## Ehrungen und Dedikationsnamen
1981 wurde sie zum Ehrenmitglied der Sociedad Botánica de México gewählt. 1981 und 1988 erhielt sie eine Anerkennung der Sociedad Botánica de México für die Förderung floristischer Studien in Westmexiko.
Die Fundación Pro-hábitat, die sich für den Schutz und die Erhaltung des kulturellen Erbes und der ökologischen Umwelt Jaliscos einsetzt, wählte sie 1985 zur Person des Jahres für ihre Forschungsarbeit über die Flora Jaliscos und für ihre Initiative zur Gründung des Biosphärenreservats Sierra de Manantlán.
Im September 1990 wurde erhielt sie von der Universidad de Guadalajara den Titel einer emeritierten Professorin. Im selben Jahr erhielt sie den Miguel-Angel-de-Quevedo-Preis für ihre 30-jährige Lehrtätigkeit an der Universität.
Am 8. September 1992 wurde sie zur Ehrendirektorin auf Lebenszeit des Instituts für Botanik der Universidad de Guadalajara ernannt.
1994 wurde sie mit dem Mérito Nacional Forestal y de la Vida Silvestre ausgezeichnet. 1997 erhielt sie den Wissenschaftspreis von Jalisco aus den Händen von Staatspräsident Ernesto Zedillo Ponce de León. 1998 erhielt sie den ersten Nationalen Botanikpreis der Sociedad Botánica de México.
Im Mai 2004 wurde ihr die Ehrendoktorwürde der Universidad de Guadalajara verliehen.
Nach Villarreal de Puga ist die Art Agarista villarrealana benannt.